# Allouagne
Allouagne és un municipi francès situat al departament del Pas de Calais i a la regió dels Alts de França. L'any 2007 tenia 3.057 habitants.

## Demografia

### Població
El 2007 la població de fet d'Allouagne era de 3.057 persones. Hi havia 1.148 famílies de les quals 252 eren unipersonals (104 homes vivint sols i 148 dones vivint soles), 388 parelles sense fills, 432 parelles amb fills i 76 famílies monoparentals amb fills.
La població ha evolucionat segons el següent gràfic:
Habitants censats

### Habitatges
El 2007 hi havia 1.257 habitatges, 1.188 eren l'habitatge principal de la família, 10 eren segones residències i 59 estaven desocupats. 1.234 eren cases i 20 eren apartaments. Dels 1.188 habitatges principals, 1.015 estaven ocupats pels seus propietaris, 167 estaven llogats i ocupats pels llogaters i 6 estaven cedits a títol gratuït; 1 tenia una cambra, 24 en tenien dues, 107 en tenien tres, 248 en tenien quatre i 808 en tenien cinc o més. 969 habitatges disposaven pel capbaix d'una plaça de pàrquing. A 470 habitatges hi havia un automòbil i a 545 n'hi havia dos o més.

### Piràmide de població
La piràmide de població per edats i sexe el 2009 era:
| Homes | Edats   | Dones |
| ----- | ------- | ----- |
| 2     | 95 o +  | 0     |
| 4     | 90 a 94 | 15    |
| 22    | 85 a 89 | 19    |
| 16    | 80 a 84 | 28    |
| 42    | 75 a 79 | 70    |
| 61    | 70 a 74 | 79    |
| 78    | 65 a 69 | 67    |
| 64    | 60 a 64 | 76    |
| 48    | 55 a 59 | 74    |
| 93    | 50 a 54 | 99    |
| 154   | 45 a 49 | 110   |
| 115   | 40 a 44 | 113   |
| 119   | 35 a 39 | 123   |
| 91    | 30 a 34 | 119   |
| 119   | 25 a 29 | 73    |
| 44    | 20 a 24 | 75    |
| 77    | 15 a 19 | 110   |
| 142   | 10 a 14 | 147   |
| 100   | 5 a 9   | 92    |
| 82    | 0 a 4   | 82    |

## Economia
El 2007 la població en edat de treballar era de 1.985 persones, 1.318 eren actives i 667 eren inactives. De les 1.318 persones actives 1.192 estaven ocupades (682 homes i 510 dones) i 126 estaven aturades (60 homes i 66 dones). De les 667 persones inactives 204 estaven jubilades, 207 estaven estudiant i 256 estaven classificades com a «altres inactius».

### Ingressos
El 2009 a Allouagne hi havia 1.203 unitats fiscals que integraven 3.110,5 persones, la mediana anual d'ingressos fiscals per persona era de 16.565 €.

### Activitats econòmiques
Dels 62 establiments que hi havia el 2007, 1 era d'una empresa alimentària, 1 d'una empresa de fabricació de material elèctric, 1 d'una empresa de fabricació d'altres productes industrials, 10 d'empreses de construcció, 19 d'empreses de comerç i reparació d'automòbils, 3 d'empreses de transport, 2 d'empreses d'hostatgeria i restauració, 1 d'una empresa d'informació i comunicació, 3 d'empreses financeres, 2 d'empreses immobiliàries, 2 d'empreses de serveis, 8 d'entitats de l'administració pública i 9 d'empreses classificades com a «altres activitats de serveis».
Dels 15 establiments de servei als particulars que hi havia el 2009, 1 era una oficina de correu, 2 funeràries, 1 taller de reparació d'automòbils i de material agrícola, 1 fusteria, 3 lampisteries, 2 electricistes, 1 empresa de construcció, 2 perruqueries, 1 agència immobiliària i 1 saló de bellesa.
Dels 8 establiments comercials que hi havia el 2009, 1 era un hipermercat, 1 un supermercat, 1 una botiga de més de 120 m², 1 una botiga de menys de 120 m², 1 una fleca, 1 una sabateria i 2 floristeries.
L'any 2000 a Allouagne hi havia 16 explotacions agrícoles que ocupaven un total de 752 hectàrees.

## Equipaments sanitaris i escolars
L'únic equipament sanitari que hi havia el 2009 era una farmàcia.
El 2009 hi havia 1 escola maternal i 2 escoles elementals.

## Poblacions més properes
El següent diagrama mostra les poblacions més properes.